# Rhinella centralis
Rhinella centralis es una especie de anfibio anuro de la familia Bufonidae.

## Distribución geográfica
Esta especie es endémica de Panamá. Habita desde la provincia de Chiriquí en el oeste hasta la provincia central de Panamá en el este, por debajo de los 200 m sobre el nivel del mar.

## Descripción
Los machos miden de 38 a 58 mm y las hembras de 41 a 61 mm.

## Publicación original
- Narvaes & Rodrigues, 2009: Taxonomic revision of Rhinella granulosa species group (Amphibia, Anura, Bufonidae), with a description of a new species. Arquivos de Zoologia. São Paulo, vol. 40, n.º 1, p. 1-73[3]